# Arquebisbat de Sant'Angelo dei Lombardi-Conza-Nusco-Bisaccia

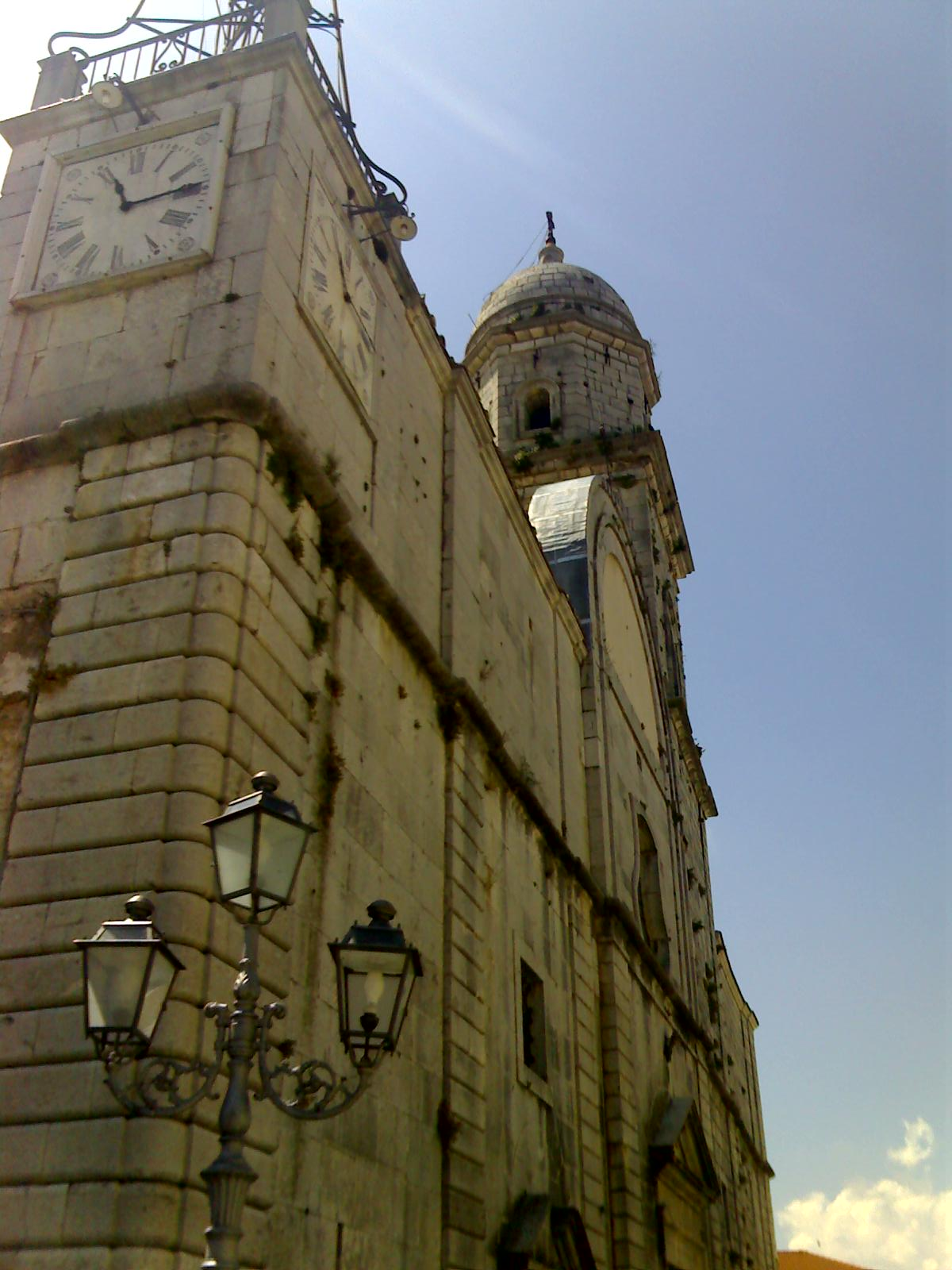
La Cocatedral de Nusco.

L'arquebisbat de Sant'Angelo dei Lombardi-Conza-Nusco-Bisaccia  (italià: arcidiocesi di Sant'Angelo dei Lombardi-Conza-Nusco-Bisaccia; llatí: Archidioecesis Sancti Angeli de Lombardis-Compsana-Nuscana-Bisaciensis) és una seu de l'Església catòlica, sufragània de l'arquebisbat de Benevent, que pertany a la regió eclesiàstica Campània. El 2010 tenia 83.000 batejats d'un total de 83.500 habitants. Actualment està regida per l'arquebisbe Pasquale Cascio.

## Territori
L'arxidiòcesi comprèn 30 municipis d'Irpinia.
La seu arxiepiscopal es troba a la ciutat de Sant'Angelo dei Lombardi, on es troba la catedral de Sant'Antonino martire. A Conza della Campania, Nusco i Bisaccia hi ha les cocatedrals dedicades respectivament a Santa Maria Assunta, Sant'Amato i de la Natività della Vergine Maria.
El territori està dividit en 36 parròquies.

### Instituts religiosos masculins
- Congregació del Santíssim Redemptor
- Germans Franciscans de la Immaculada
- Orde dels Frares Menors Caputxins
- Orde de Frares Menors
- Orde de Frares Menors Conventuals
- Petits Germans de Jesús Caritatiu

### Instituts religiosos femenins
- Germanes Mestres de Santa Dorotea
- Anyell de la Caritat
- Congregació de Marta i Maria
- Germanes de Jesus Redemptor
- Germanes de les Divines Vocacions
- Germanes Gerardines de Sant Antoni Abat
- Petites Germanes de la Sagrada Família de Conza
- Germanes Franciscanes de la Immacultada
- Filles de la Saviesa
- Germanes Reparadores del Sagrat Cor
- Germanes dels Àngels
- Germanes Pobres Bonaerenses de Sant Josep
- Germanes Oblates de Jesús i Maria

## Història

### Nusco
La diòcesi de Nusco va ser erigida durant el pontificat del Papa Gregori VII. A Alfano I, arquebisbe de Salern es deu la consagració del primer bisbe, sant Amato, durant o finals de 1076.
La diòcesi, sufragània de l'arxidiòcesi de Salern, incloïa el gastaldat llombard de Montella, incloent-hi quatre ciutats: Montella, Bagnoli Irpino, Cassano Irpino i Nusco.
El 27 de juny de 1818, en virtud de la butlla De utiliori del Papa Pius VII, la diòcesi de Montemarano va ser suprimida i el seu territori, integrada pels municipis de Montemarano, Volturara Irpina, Castelfranci i Castelvetere sul Calore, es van incorporar a la diòcesi de Nusco .

### Bisaccia
La Diòcesi de Bisaccia probablement va ser erigida al segle xi. De fet, el primer bisbe conegut va ser Basilio, que s'esmenta en un document notarial de 1097. La diòcesi, sufragània de l'arxidiòcesi de Conza, incloïa tres ciutats: Bisaccia, Vallata i Morra.
Per la pobresa de les rendes de l'ingrés episcopal i l'estretor del seu territori, el Papa Lleó X el 1513 va establir la unió aeque principaliter de Bisaccia amb Sant'Angelo dei Lombardi, però aquesta unió va ser suspesa el 1517. El Papa Pau III va establir de nou la unió mitjançant butlla de 3 de novembre de 1534, decidint que el bisbe que sobrevisqués reuniria les dues seus. Per tant, la unió es realitzà el 1540 a la mort del bisbe Nicola Volpe de Bisaccia, i Rainaldo Cancellieri va esdevenir el primer bisbe de les dues diòcesis juntes.

### Sant'Angelo dei Lombardi
La diòcesi de Sant Angelo dei Lombardi es remunta al segle xi. La primera menció del seu bisbe és en un document del papa Gregori VII, sense data però imputables al període de 1080/1085, on s'esmenta un bisbe R. que, juntament amb altres bisbes, debia el respecte apropiat a l'arquebisbe de Salern. No obstant això, la seu de Sant Angelo dei Lombardi aviat apareix com a sufragània de l'arxidiòcesi de Conza; incloent-hi les ciutats de Sant'Angelo dei Lombardi, Lioni, Guardia Lombardi i Torella dei Lombardi.
A partir de 1540 la diòcesi es va unir aeque principaliter a la diòcesi de Bisaccia.
Entre els bisbes de Sant Angelo dei Lombardi i Bisaccia es distingeix particularment Gaspare Paluzzi de Albertoni (1601 - 1614), nebot del Papa Urbà VII, governador de la província d'Umbria i de Roma i nunci apostòlic a Portugal, on va morir.
El 27 de juny de 1818, sota la butlla De utiliori del Papa Pius VII, la diòcesi de Monteverde va ser abolida i el seu territori, format per les ciutats de Monteverde i d'Aquilonia, es va incorporar al de la diòcesi de Sant'Angelo dei Lombardi i Bisaccia .

### Conza
La diòcesi de Conza probablement va ser erigida al segle viii. El 743 un document acredita la participació del Bisbe Pelagi al sínode romà que va tenir lloc aquell any i proclamat pel Papa Zacaries I. A la segona meitat del segle xi la seu de Conza va ser elevat al rang d'arxidiòcesi metropolitana.
La catedral de Conza va ser consagrada en 1122 o 1123 per l'arquebisbe Ugo. El seminari diocesà va ser instituït en la primera meitat del segle xviii a Sant'Andrea di Conza durant l'episcopat de Francesco Paolo Nicolai.
A partir de mitjan segle xvii els arquebisbes deixar Conza i es va posar més i més sovint la seva residència habitual a Sant'Andrea di Conza i a Santomenna, on s'edificaren nous palaus episcopals i les esglésies locals es van convertir en pro-catedrals.
El 27 de juny de 1818, per butlla De utiliori del Papa Pius VII, la diòcesi de Campanya, que havia estat erigida el 19 de juny de 1525, va ser donada per l'administració perpètua dels arquebisbes de Conza. Per la mateixa va ser suprimida la diòcesi de Satriano i el seu territori s'uní amb el de Conza. Amb la mateixa butlla, es va redissenyar la província eclesiàstica de Conza que incloïa les diòcesis de Campangna, de Sant'Angelo dei Lombardi i Bisaccia, Lacedonia i Muro Lucano.

### Sant'Angelo dei Lombardi-Conza-Nusco-Bisaccia
El 30 de setembre de 1921 amb la butlla Ad christifidelium del Papa Benet XV acabat el règim d'administració perpètua i va ser restablerta la diòcesi de Campagna, feta immediatament subjecta a la Santa Seu. Alhora, l'arxidiòcesi de Conza es va unir aeque principaliter a la diòcesi de Sant Angelo dei Lombardi i Bisaccia i també va perdre 13 municipis que van ser cedits a la diòcesi del Campagna. Els arquebisbes d'aquesta època van començar a residir habitualment en Sant'Angelo dei Lombardi.
El 4 d'agost de 1973 Gastone Mojaisky Perrelli, ja bisbe de Nusco, també va ser nomenat arquebisbe de Conza i bisbe de Sant Angelo dei Lombardi i Bisaccia, unint així in persona episcopi les quatre seus.
El 30 d'abril de 1979, l'arxidiòcesi de Conza va perdre la dignitat metropolítana sota la butlla Quamquam Ecclesia del Papa Joan Pau II, mantenint però el títol d'arquebisbe. La Diòcesi de Nusco i l'arxidiòcesi de Conza, amb les antigues sufragànies de Sant Angelo dei Lombardi, Bisaccia i Laceby, va esdevenir part de la província eclesiàstica de l'arxidiòcesi de Benevent.
El terratrèmol de 1980 va causar greus danys al patrimoni cultural de la diòcesi de l'Alta Irpinia. En particular, es va destruir la ciutat de Conza i la seva antiga catedral, reduïda actualment a uns pocs vestigis.
El 30 de setembre de 1986 sota el decret Instantibus votis de la Congregació per als Bisbes l'arxidiòcesi de Conza i la diòcesi de Sant'Angelo dei Lombardi i Nusco Bisaccia es van combinar amb la fórmula plena unione i la nova circumscripció eclesiàstica sorgent va prendre el nom d'arxidiòcesi de Sant'Angelo dei Lombardi-Conza-Nusco-Bisaccia .
El 18 d'octubre 1995, l'arxidiòcesi va ser ampliada, incorporant la localitat de Rocca San Felice, que pertanyia a la diòcesi de Avellino. El 25 de gener de 1998 amb una nova variació territorial, la diòcesi incorporà les ciutats de Frigento (antiga seu episcopal), Sturno, Gesualdo i Villamaina, que pertanyia a la diòcesi d'Avellino, i va cedir a la diòcesi d'Ariano Irpino-Lacedonia la ciutat de Vallata.

## Cronologia episcopal

### Seu de Sant'Angelo dei Lombardi
- R. † (vers 1080/1085)
- Bonifacio † (citat el 1179)
- Giovanni † (citat el 1247)
- Lorenzo † (? - 11 de desembre de 1346 nomenat arquebisbe de Conza)
- Pietro dell'Aquila † (12 de febrer de 1347 - 30 de maig de 1348 nomenat bisbe de Trivento)
- Roberto Estore, O.E.S.A. † (30 de maig de 1348 - ?)
- Alessandro † (? - 1398 mort)
- Pietro † (24 de desembre de 1398 - 1418 mort)
- Antonio da Barletta † (7 de maig de 1418 - 1427 dimití)
- Pietro de Agello, O.S.B.Coel. † (13 d'octubre de 1427 - 1448 dimití)
- Possulo Donnorso † (27 de novembre de 1447 - ?)
- Giacomo, O.E.S.A. † (3 d'agost de 1468 - 15 de gener de 1477 mort)
- Michele † (21 de febrer de 1477 - 1485 mort)
- Edoardo Ferro † (12 d'agost de 1485 - 1491 mort)
- Biagio de Locha † (23 de gener de 1492 - ? mort)
- Rainaldo Cancellieri † (16 de desembre de 1502 - 1540 nomenat bisbe de Sant'Angelo dei Lombardi e Bisaccia)

### Seu de Bisaccia
- Basilio † (citat el 1097)
- Riccardo † (citat el 1179)
- Lodato † (30 de setembre de 1254 - ?)
- Zaccaria † (1265 - 1282 mort)
- Benedetto † (1282 - 20 d'abril de 1288 nomenat bisbe d'Avellino)
  - Manfredo † (2 de juny de 1291 - ?) (administrador apostòlic)
- Francesco † (? - 3 de juliol de 1310 nomenat bisbe de Ascoli Satriano)
- Giacomo † (19 de març de 1311 - 1328 mort)
  - Giovanni I, O.F.M. † (20 de març de 1329 - 1329 mort) (bisbe electe)
- Francesco Bestagno, O.P. † (11 de setembre de 1329 - 1351 mort)
- Nicola I, O.P. † (27 de juny de 1351 - ?)
- Benedetto Colonna † (1353 - ?)
- Giovanni II † (? - 13 de setembre de 1364 nomenat bisbe de Terralba)
- Costantino da Termoli, O.E.S.A. † (26 de març de 1365 - 3 de novembre de 1368 nomenat bisbe de Montecorvino)
- Stefano † (1368 - 1369 dimití)
- Francesco de Capite, O.F.M. † (21 de febrer de 1369 - ? mort)
  - Siffredo Reynardi, O.E.S.A. † (17 d'agost de 1385 - ?) (antibisbe)
- Nicola II † (9 de juny de 1386 - ?)
- Leone † (21 d'agost de 1389 - ?)
- Giovanni Angeli † (13 de juny de 1410 - ? mort)
- Guglielmo Nicolai † (3 de novembre de 1428 - ? mort)
- Petruccio de Migliolo † (12 de juny de 1450 - 30 de gener de 1463 nomenat bisbe de Lacedonia)
- Martino de De maig de † (8 d'abril de 1463 - 24 d'agost de 1487 nomenat bisbe de Bisceglie)
- Bernardino Barbiani † (24 d'agost de 1487 - ?)
- Gaspare de Corbara † (12 de novembre de 1498 - 23 de desembre de 1517 dimití)
- Nicola Volpe † (23 de desembre de 1517 - 1540 mort)

### Seu de Sant'Angelo dei Lombardi e Bisaccia
- Rainaldo Cancellieri † (1540 - 1542 dimití)
- Valerio Cancellieri † (11 d'octubre de 1542 - 1574 mort)
- Pietrantonio Vicedomini † (17 de novembre de 1574 - 4 de novembre de 1580 nomenat bisbe d'Avellino)
- Giovanni Battista Pietralata † (12 de desembre de 1580 - 1585 dimití)
- Antonello de Folgore † (27 de novembre de 1585 - 1590 mort)
- Flaminio Torricella † (30 de gener de 1591 - 1600 mort)
- Gaspare Paluzzi degli Albertoni † (4 d'abril de 1601 - 1614 mort)
- Francesco Diotallevi † (21 de juliol de 1614 - 1622 mort)
- Ercole Rangoni † (2 de maig de 1622 - 24 d'abril de 1645 nomenat arquebisbe de Conza)
- Gregorio Coppino, O.S.B. † (12 de juny de 1645 - octubre o novembre de 1645 mort)
- Alessandro Sarzilla † (12 de maig de 1646 - 1646 mort)
- Ignazio Cianti, O.P. † (7 de gener de 1647 - febrer o març de 1661 dimití)
- Tommaso de Rosa † (16 de gener de 1662 - 8 de maig de 1679 nomenat bisbe de Policastro)
- Giovanni Battista Nepita † (8 de gener de 1680 - 26 de març de 1685 nomenat bisbe de Massa Lubrense)
- Giuseppe Mastellone † (14 de maig de 1685 - juny de 1721 mort)
- Giuseppe Galliani † (1 de desembre de 1721 - d'abril de 1727 mort)
- Angelo Maria Nappi, O.S.M. † (25 de juny de 1727 - desembre de 1734 mort)
- Antonio Manerba (Malerba) † (25 de maig de 1735 - setembre de 1761 mort)
- Domenico Volpe † (25 de gener de 1762 - 12 de març de 1783 mort)
  - Sede vacante (1783-1792)
- Carlo Nicodemi † (26 de març de 1792 - 2 de març de 1808 mort)
  - Sede vacante (1808-1818)
- Bartolomeo Goglia † (21 de desembre de 1818 - 20 d'abril de 1840 mort)
- Ferdinando Girardi, C.M. † (22 de juliol de 1842 - 21 de desembre de 1846 nomenat bisbe de Nardò)
- Giuseppe Gennaro Romano † (21 de desembre de 1846 - 17 de juny de 1854 dimití)
- Giuseppe Maria Fanelli † (23 de juny de 1854 - 8 de juny de 1891 mort)
- Nicola Lo Russo † (8 de juny de 1891 - 9 d'abril de 1897 mort)
- Giulio Tommasi † (19 d'abril de 1897 - 30 de setembre de 1921 nomenat arquebisbe de Conza, Sant'Angelo dei Lombardi e Bisaccia)

### Seu de Conza
- Pelagio † (citat el 743)
- Pietro I † (citat el 967)
- Pietro II † (citat el 1049)
- Leone † (citat el 1087)
- Gregorio † (citat el 1103)
- Ugo † (vers 1118 - 1123)
- Sant'Erberto Hoscam † (1169 - 1180 mort)
- Gervasio † (citat el 1184)
- Pantaleone † (vers 1200 - 1215)
- G. † (citat el 1224)
- Andrea † (27 de setembre de 1225 - ?)
- Nicola Bonifazi † (24 d'abril de 1254 - vers 1273 mort)
- Andrea de Alberto † (18 d'agost de 1274 - vers 1277 mort)
- Stefano de Orinigo, O.Cist. † (vers 1277 - ? dimití)
- Lorenzo Biondi, O.P. † (13 de juny de 1279 - vers 1282 mort)
  - Sede vacante (vers 1282-1295)
- Adenolfo † (1 d'octubre de 1295 - 2 de gener de 1301 nomenat arquebisbe de Benevent)
- Consiglio Gatti, O.P. † (30 de gener de 1301 - 1308 mort)
  - Sede vacante (1308-1327)
- Leone † (27 de febrer de 1327 - 1334 mort)
- Pietro III † (30 d'octubre de 1334 - 1346 mort)
- Lorenzo † (11 de desembre de 1346 - 1351 mort)
- Filippo, O.Carm. † (17 de juny de 1351 - ? mort)
- Bartolomeo † (4 de juliol de 1356 - 1389 o 1390 mort)
  - Bernardo de Villaria † (28 d'abril de 1388 - ?) (antibisbe)
- Mello Albito † (18 de maig de 1390 - 1412)
  - Nicola † (23 de març de 1395 - ? mort) (antibisbe)
  - Nicola da Cascia, O.F.M. † (15 de maig de 1409 - 20 de maig de 1422 nomenat arquebisbe de Rossano) (antibisbe)
- Gaspare da Diano † (20 de maig de 1422 - 23 de febrer de 1438 nomenat arquebisbe de Nàpols)
- Latino Orsini † (de març de 1438 - novembre de 1438 nomenat arquebisbe de Trani)
- Raimondo degli Ugotti, O.S.B.I. † (3 de juliol de 1439 - 1455 mort)
- Giovanni Conti † (26 de gener de 1455 - 1 d'octubre de 1484 dimití)
  - Niccolò Grato Conti † (1 d'octubre de 1484 - 20 de setembre de 1494 mort) (arquebisbe electe)
- Francesco Conti † (8 d'octubre de 1494 - 11 de setembre de 1517 dimití)
- Camillo Gesualdo † (11 de setembre de 1517 - 14 de juny de 1535 dimití)
  - Andrea Matteo Palmieri † (14 de juny de 1535 - 16 de juliol de 1535 dimití) (administrador apostòlic)
- Troiano Gesualdo † (16 de juliol de 1535 - 1539 mort)
  - Niccolò Caetani di Sermoneta † (8 d'agost de 1539 - 5 de maig de 1546 nomenat arquebisbe de Càpua) (administrador apostòlic)
  - Marcello Crescenzi † (5 de maig de 1546 - 1 de juny de 1552 mort) (administrador apostòlic)
- Ambrogio Catarino Politi, O.P. † (3 de juny de 1552 - 8 de novembre de 1553 mort)
- Gerolamo Muzzarelli, O.P. † (11 de desembre de 1553 - 1561 mort)
- Alfonso Gesualdo † (14 d'abril de 1561 - 18 de novembre de 1572 dimití)
- Salvatore Caracciolo † (19 de novembre de 1572 - novembre de 1573 mort)
- Marcantonio Pescara † (15 de març de 1574 - 1584 mort)
- Scipione Gesualdo † (28 de novembre de 1584 - 1608 mort)
- Bartolomeo Cesi † (10 de març de 1608 - 1614 dimití)
- Curzio Cocci † (3 de març de 1614 - novembre de 1621 mort)
- Fabio de Lagonissa † (21 de febrer de 1622 - 1645 dimití)
- Ercole Rangoni † (24 d'abril de 1645 - 13 de febrer de 1650 mort)
- Fabrizio Campana, O.S.B.Coel. † (22 de maig de 1651 - 17 de setembre de 1667 mort)
- Giacomo Lenza, O.S.B. † (14 de novembre de 1667 - d'agost de 1672 mort)
- Paolo Caravita, O.S.B.Oliv. † (16 de gener de 1673 - 26 de setembre de 1681 mort)
- Gaetano Caracciolo, C.R. † (8 de juny de 1682 - 11 d'agost de 1709 mort)
  - Sede vacante (1709-1716)
- Francesco Paolo Nicolai † (2 de setembre de 1716 - 11 d'agost de 1731 mort)
- Giuseppe Nicolai † (9 d'agost de 1731 - 27 d'octubre de 1758 mort)
- Marcello Capano Orsini † (12 de febrer de 1759 - 28 de juny de 1765 mort)
- Cesare Antonio Caracciolo, C.R. † (9 de desembre de 1765 - d'octubre de 1776 mort)
- Ignazio Andrea Sambiase, C.R. † (16 de desembre de 1776 - 1799 mort)
- Gioacchino Maria Mancusi † (26 de juny de 1805 - 1811 mort)
  - Sede vacante (1811-1818)

### Seu de Conza i Campagna
- Michele Arcangelo Lupoli † (25 de maig de 1818 - 30 de setembre de 1831 nomenat arquebisbe de Salern)
- Gennaro Pellini † (2 de juliol de 1832 - 6 d'octubre de 1835 mort)
- Leone Ciampa, O.F.M.Disc. † (1 de febrer de 1836 - 22 de desembre de 1848 nomenat arquebisbe de Sorrento)
- Giuseppe Pappalardo † (22 de desembre de 1848 - 19 de desembre de 1849 dimití)
- Gregorio De Luca † (20 de maig de 1850 - 15 d'agost de 1878 mort)
- Salvatore Nappi † (28 de febrer de 1879 - 18 d'octubre de 1896 dimití)
- Antonio Buglione † (18 d'octubre de 1896 succeduto - 20 de febrer de 1904 mort)
- Nicola Piccirilli † (14 de novembre de 1904 - 25 d'abril de 1918 nomenat arquebisbe de Lanciano)
- Carmine Cesarano † (30 de setembre de 1918 - 30 de setembre de 1921 nomenat arquebisbe, a títol personal, de Campagna)

### Seu de Conza, Sant'Angelo dei Lombardi i Bisaccia
- Giulio Tommasi † (30 de setembre de 1921 - 15 d'agost de 1936 mort)
- Aniello Calcara † (30 d'agost de 1937 - 1 de juliol de 1940 nomenat arquebisbe de Cosenza)
- Antonio Melomo † (28 d'agost de 1940 - 28 de juny de 1945 mort)
- Domenico Carullo, O.F.M. † (15 de setembre de 1946 - 31 de gener de 1968 mort)
  - Sede vacante (1968-1973)
- Gastone Mojaisky Perrelli † (4 d'agost de 1973 - 18 de novembre de 1978 dimití)
- Mario Miglietta † (18 de novembre de 1978 - 21 de febrer de 1981 nomenat arquebisbe, a títol personal, d'Ugento-Santa Maria di Leuca)
- Antonio Nuzzi (21 de febrer de 1981 - 30 de setembre de 1986 nomenat arquebisbe de Sant'Angelo dei Lombardi-Conza-Nusco-Bisaccia)

### Seu de Nusco
- Sant Amato † (finals de 1076 - 30 de setembre de 1093 mort)
- Guido † (citat el 1104)
- Ruggero I † (citat el 1143)
- Guglielmo I † (citat el 1194)
- Ruggero II † (citat el 1198 vers)
- Luca † (citat el 1240 vers)
- Giacomo, O.F.M. † (1285 - ?)
- P. † (citat el 1296)
- Ruggero Gesualdo † (? - 1350 mort)
- Francesco † (31 d'octubre de 1350 - 14 de febrer de 1365 nomenat bisbe de Sorres)
- Arnaldo, O.P. † (14 de febrer de 1365 - 1375 mort)
- Angelo Vitali, O.E.S.A. † (29 de gener de 1375 - ? mort)
  - Antonio I, O.F.M. † (10 de juny de 1386 - ?) (antibisbe)
  - Pietro, O.F.M. † (? - 27 d'agost de 1392 nomenat antibisbe de Ventimiglia) (antibisbe)
- Marco Porri † (26 de gener de 1394 - ?)
- Angelo Barrili † (9 de setembre de 1396 - ?)
- Bernardo † (18 de febrer de 1400 - ?)
- Guglielmo II † (? - 1418 mort)
- Antonio II † (24 de novembre de 1418 - 1435 mort)
- Carluccio (o Paoluccio) † (30 de maig de 1435 - 1446 mort)
- Giovannuccio Pasquali, O.F.M. † (1446 - 1471 mort)
- Stefano Moscatelli † (11 d'octubre de 1471 - 1485 mort)
- Antonio Maramaldo † (21 de novembre de 1485 - finals de 1513 mort)
- Marino Acciabianca † (finals de 1513 - 12 de març de 1537 dimití)
- Gerolamo Acciabianca † (17 de juny de 1523 - 1537 mort)
- Pietro Paolo Parisio † (11 de gener de 1538 - 9 de març de 1545 mort)
- Luigi Cavalcanti † (1 de juny de 1545 - 30 de gener de 1563 nomenat bisbe de Bisignano)
- Alessandro Gadaletta † (30 de gener de 1563 - 1572 mort)
- Pietro Persio † (23 de gener de 1573 - 1578 mort)
- Patrizio Lunato Laosio † (15 d'octubre de 1578 - 1602 mort)
- Lazzaro Pellizzari, O.P. † (20 de novembre de 1602 - 1 d'octubre de 1607 nomenat bisbe de Modena)
- Giovanni Battista Zuccato † (19 de novembre de 1607 - 1614 dimití)
- Michele Rezia † (9 de juliol de 1614 - 8 d'agost de 1639 nomenat bisbe de Ascoli Satriano)
- Francesco Arcudi, C.R. † (19 de desembre de 1639 - 7 d'octubre de 1641 mort)
- Giovanni Mauro, O.F.M.Conv. † (13 de gener de 1642 - 1 de novembre de 1644 mort)
- Aniello Campagna † (6 de març de 1645 - gener de 1648 mort)
- Pietro Paolo Russo † (1 de març de 1649 - maig de 1657 mort)
- Benedetto Rocci, O.Carm. † (6 de maig de 1658 - 1661 mort)
- Angelo Picchetti † (16 de gener de 1662 - 28 de setembre de 1668 mort)
- Fulgenzio Arminio Monforti, O.E.S.A. † (1 d'abril de 1669 - 1680 dimití)
- Benedetto Giacinto Sangermano † (7 d'octubre de 1680 - 7 de juny de 1702 mort)
- Giacinto Dragonetti, C.O. † (5 de març de 1703 - 11 de setembre de 1724 nomenat bisbe de Marsi)
- Nicolò Tupputi † (11 de setembre de 1724 - gener de 1740 mort)
- Gaetano de Arco † (6 de març de 1741 - 25 de maig de 1753 mort)
- Francesco Antonio Bonaventura † (26 de novembre de 1753 - 15 de juny de 1788 mort)
  - Sede vacante (1788-1792)
- Francesco Saverio De Vivo † (27 de febrer de 1792 - 1797 mort)
  - Sede vacante (1797-1818)
  - Matteo Aceto † (21 de desembre de 1818 - 1819 mort) (bisbe electe)
- Pasquale de Nicolais † (21 de febrer de 1820 - 15 de maig de 1835 deposto)
- Francesco-Paolo Mastropasqua † (2 d'octubre de 1837 - 26 de juny de 1848 mort)
- Giuseppe Autelitano † (28 de setembre de 1849 - 11 de gener de 1854 mort)
- Michele Adinolfi † (30 de novembre de 1854 - 23 de març de 1860 nomenat bisbe de Nocera dei Pagani)
- Gaetano Stiscia † (23 de març de 1860 - 24 d'abril de 1870 mort)
- Giovanni Acquaviva, C.O. † (22 de desembre de 1871 - 26 de gener de 1893 mort)
- Giuseppe Consenti, C.SS.R. † (26 de gener de 1893 - 12 de juny de 1893 nomenat bisbe de Lucera)
- Emilio Alfonso Todisco Grande † (12 de juny de 1893 - d'agost de 1896 mort)
- Michele Arcangelo Pirone † (30 de novembre de 1896 - 6 de febrer de 1909 mort)
- Angelo Giacinto Scapardini, O.P. † (29 d'abril de 1909 - 10 de setembre de 1910 nomenat arquebisbe titular d'Antiochia di Pisidia)
- Luigi Paulini † (11 de setembre de 1911 - 10 de març de 1919 nomenat bisbe de Concordia)
- Pasquale Mores † (15 de desembre de 1919 - 31 de gener de 1950 jubilat)
- Guido Maria Casullo † (29 de maig de 1951 - 11 de febrer de 1963 nomenat bisbe auxiliar de Pinheiro)
- Gastone Mojaisky Perrelli † (10 de maig de 1963 - 18 de novembre de 1978 dimití)
- Mario Miglietta † (18 de novembre de 1978 - 21 de febrer de 1981 nomenat arquebisbe, títol personal, d'Ugento-Santa Maria di Leuca)
- Antonio Nuzzi (21 de febrer de 1981 - 30 de setembre de 1986 nomenat arquebisbe de Sant'Angelo dei Lombardi-Conza-Nusco-Bisaccia)

### Seu de Sant'Angelo dei Lombardi-Conza-Nusco-Bisaccia
- Antonio Nuzzi (30 de setembre de 1986 - 31 de desembre de 1988 nomenat arquebisbe, títol personal, de Teramo-Atri)
- Mario Milano (14 de desembre de 1989 - 28 de febrer de 1998 nomenat arquebisbe, títol personal, d'Aversa)
- Salvatore Nunnari (30 de gener de 1999 - 18 de desembre de 2004 nomenat arquebisbe de Cosenza-Bisignano)
- Francesco Alfano (14 de maig de 2005 - 10 de març de 2012 nomenat arquebisbe de Sorrento-Castellammare di Stabia)
- Pasquale Cascio, des del 27 d'octubre de 2012

## Estadístiques
A finals del 2010, l'arxidiòcesi tenia 83.000 batejats sobre una població de 83.500 persones, equivalent al 99,4% del total.
| any                                                          | població | població | població | sacerdots | sacerdots       | sacerdots       | sacerdots             | diaques | religiosos | religiosos | parroquies |
| ------------------------------------------------------------ | -------- | -------- | -------- | --------- | --------------- | --------------- | --------------------- | ------- | ---------- | ---------- | ---------- |
| any                                                          | batejats | total    | %        | total     | clergat secular | clergat regular | batejats por sacerdot | diaques | homes      | dones      |            |
| arxidiòcesi de Conza, Sant'Angelo dei Lombardi i Bisaccia    |          |          |          |           |                 |                 |                       |         |            |            |            |
| 1950                                                         | 91.646   | 91.898   | 99,7     | 68        | 58              | 10              | 1.347                 |         | 10         | 73         | 22         |
| 1970                                                         | 83.765   | 85.500   | 98,0     | 73        | 60              | 13              | 1.147                 |         | 19         | 92         | 24         |
| 1980                                                         | 62.200   | 63.200   | 98,4     | 59        | 38              | 21              | 1.054                 |         | 25         | 80         | 22         |
| diòcesi de Nusco                                             |          |          |          |           |                 |                 |                       |         |            |            |            |
| 1950                                                         | 38.700   | 38.810   | 99,7     | 53        | 49              | 4               | 730                   |         | 4          | 38         | 19         |
| 1970                                                         | 34.200   | 34.500   | 99,1     | 23        | 18              | 5               | 1.486                 |         | 7          | 45         | 20         |
| 1980                                                         | 31.868   | 32.775   | 97,2     | 26        | 20              | 6               | 1.225                 |         | 7          | 31         | 19         |
| arxidiòcesi de Sant'Angelo dei Lombardi-Conza-Nusco-Bisaccia |          |          |          |           |                 |                 |                       |         |            |            |            |
| 1990                                                         | 92.800   | 93.000   | 99,8     | 62        | 45              | 17              | 1.496                 |         | 18         | 117        | 40         |
| 1999                                                         | 101.500  | 103.000  | 98,5     | 63        | 38              | 25              | 1.611                 | 1       | 31         | 78         | 45         |
| 2000                                                         | 88.500   | 89.825   | 98,5     | 64        | 39              | 25              | 1.382                 | 1       | 47         | 83         | 45         |
| 2001                                                         | 88.500   | 89.825   | 98,5     | 67        | 40              | 27              | 1.320                 | 1       | 57         | 83         | 45         |
| 2002                                                         | 85.000   | 85.479   | 99,4     | 68        | 38              | 30              | 1.250                 | 2       | 57         | 83         | 45         |
| 2003                                                         | 85.000   | 85.470   | 99,5     | 67        | 37              | 30              | 1.268                 | 2       | 70         | 86         | 45         |
| 2004                                                         | 84.500   | 85.000   | 99,4     | 67        | 41              | 26              | 1.261                 | 2       | 50         | 78         | 35         |
| 2010                                                         | 83.000   | 83.500   | 99,4     | 65        | 41              | 24              | 1.276                 | 1       | 35         | 73         | 36         |

### Documents pontificis
- Butlla De utiliori, a Bullarii romani continuatio, Tomo XV, Romae 1853, pp. 56–61 (llatí)
- Butlla Ad christifidelium (llatí)
- Butlla Quamquam Ecclesia (llatí)
- Decret Instantibus votis, AAS 79 (1987), pp. 685–687 (llatí)

### Per Sant'Angelo dei Lombardi
- Dades publicades a www.catholic-hierarchy.org sulla pagina Diocese of Sant'Angelo dei Lombardi (anglès)
- Giuseppe Cappelletti, Chiese d'Italia dalla loro origine sino ai nostri giorni, vol. XX, Venècia 1866, pp. 550–556 (italià)
- Pius Bonifacius Gams, Series episcoporum Ecclesiae Catholicae, Leipzig 1931, p. 849(llatí)
- Konrad Eubel, Hierarchia Catholica Medii Aevi, vol. 1 Arxivat 2019-07-09 a Wayback Machine., p. 90; vol. 2 Arxivat 2018-10-04 a Wayback Machine., p. 88; vol. 3 Arxivat 2019-03-21 a Wayback Machine., p. 109; vol. 4 Arxivat 2018-10-04 a Wayback Machine., p. 84; vol. 5, pp. 85–86; vol. 6, p. 84 (llatí)

### Per Bisaccia
- Dades publicades a www.catholic-hierarchy.org sulla pagina Diocese of Bisaccia (anglès)]
- Giuseppe Cappelletti, Chiese d'Italia dalla loro origine sino ai nostri giorni, vol. XX, Venècia 1866, pp. 552–554 (italià)
- Pius Bonifacius Gams, Series episcoporum Ecclesiae Catholicae, Leipzig 1931, pp. 849–850(llatí)
- Konrad Eubel, Hierarchia Catholica Medii Aevi, vol. 1 Arxivat 2019-07-09 a Wayback Machine., p. 136; vol. 2 Arxivat 2018-10-04 a Wayback Machine., p. 106; vol. 3 Arxivat 2019-03-21 a Wayback Machine., p. 109(llatí)

### Per Conza
- Giuseppe Cappelletti, Chiese d'Italia dalla loro origine sino ai nostri giorni, vol. XX, Venècia 1866, pp. 513–534 (italià)
- Pius Bonifacius Gams, Series episcoporum Ecclesiae Catholicae, Leipzig 1931, pp. 877–878(llatí)
- Konrad Eubel, Hierarchia Catholica Medii Aevi, vol. 1 Arxivat 2019-07-09 a Wayback Machine., pp. 202–203; vol. 2 Arxivat 2018-10-04 a Wayback Machine., p. 134; vol. 3 Arxivat 2019-03-21 a Wayback Machine., p. 175; vol. 4 Arxivat 2018-10-04 a Wayback Machine., p. 160; vol. 5, pp. 166–167; vol. 6, pp. 176–177(llatí)

### Per Nusco
- Dades publicades a www.catholic-hierarchy.org sulla pagina Diocese of Nusco (anglès)]
- Giuseppe Cappelletti, Chiese d'Italia dalla loro origine sino ai nostri giorni, vol. XX, Venècia 1866, pp. 401–407 e 412-414 (italià)
- Pius Bonifacius Gams, Series episcoporum Ecclesiae Catholicae, Leipzig 1931, pp. 908–909 (llatí)
- Konrad Eubel, Hierarchia Catholica Medii Aevi, vol. 1 Arxivat 2019-07-09 a Wayback Machine., p. 374; vol. 2 Arxivat 2018-10-04 a Wayback Machine., p. 306; vol. 3 Arxivat 2019-03-21 a Wayback Machine., p. 261; vol. 4 Arxivat 2018-10-04 a Wayback Machine., p. 263; vol. 5, p. 294; vol. 6, p. 316 (llatí)